# Polygala dunniana
Polygala dunniana là một loài thực vật có hoa trong họ Polygalaceae. Loài này được H. Lév. miêu tả khoa học đầu tiên năm 1911.